# Prehistorie Česka
Prehistorie Česka je nejstarší část dějin Česka, jež začíná výskytem prvních příslušníků rodu Homo na českém území před asi milionem let a končí nejstaršími psanými záznamy o obyvatelích tohoto území.

## Paleolit
Nejstarší nálezy patřící rodu Homo na území Česka pocházejí z období nejstaršího paleolitu (2.5 milionu – 750 tis. B. P.). Z období starého paleolitu (750 tis. - 250 tis. B. P.), kdy se po Evropě (a Africe a Asii) pohyboval Homo erectus, který byl pravděpodobným tvůrcem tzv. acheulské kultury, a typickým nástrojem se stal pěstní klín, pocházejí nálezy na lokalitách Písečný vrch u Bečova či Přezleticích, na Moravě na Stránské skále.    

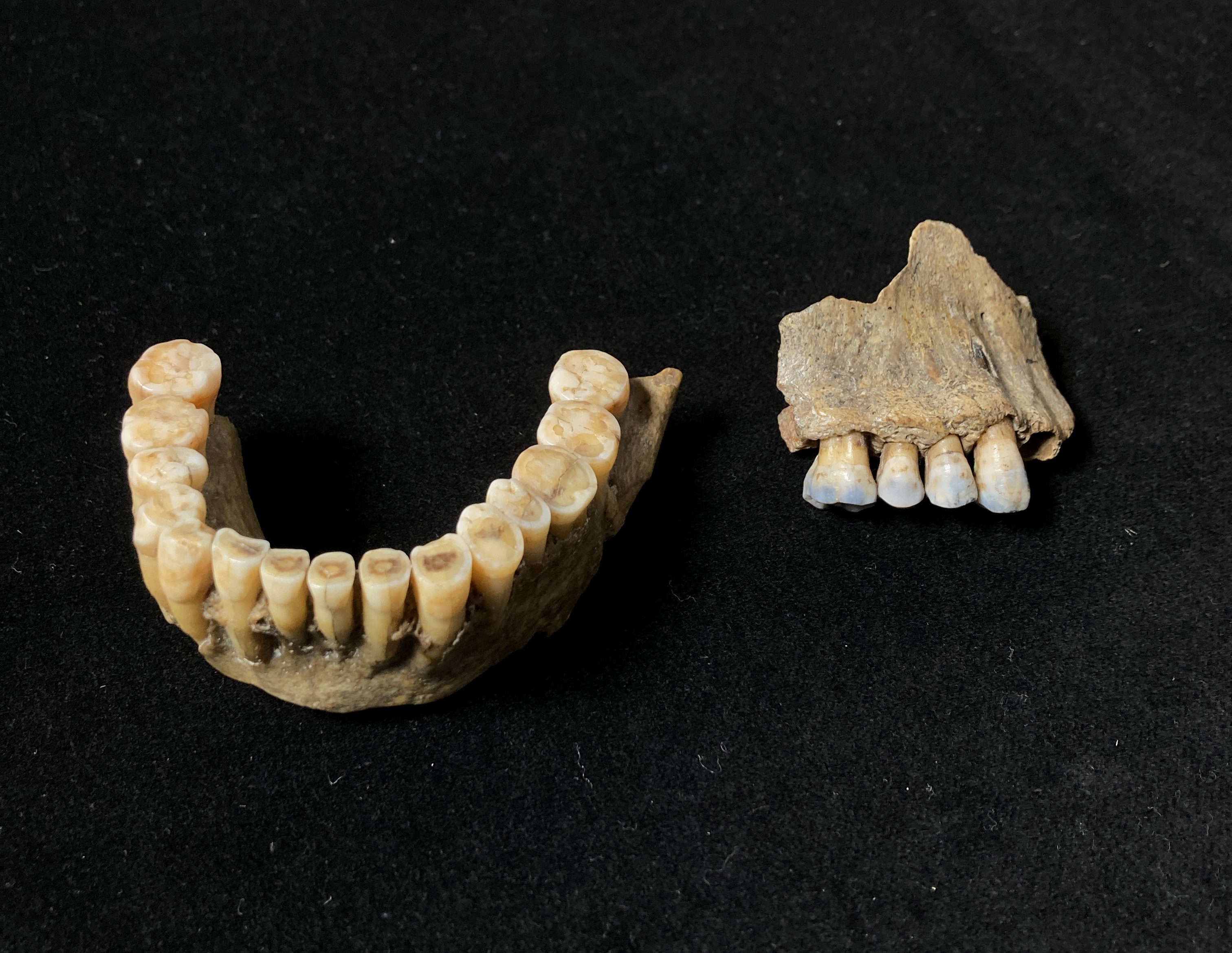
Jedny z mála kosterních pozůstatků neandertálského osídlení v Česku. Tzv. Ochozská čelist z jeskyně Švédův stůl (vlevo) byla objevena v roce 1905, úlomek horní čelisti čelisti neandertálského chlapce nalezli archeologové v roce 1965. Oba fragmenty jsou staré více než 100 000 let a jsou uloženy v depozitáři Moravského zemského muzea.

V období středního paleolitu (250 tis. - 45 tis.) se na území ČR vystřídalo několik paleolitických kultur, jejímiž nositelem byl ve starší fázi ještě Homo erectus, v mladší fázi (u kultur taubachien, micoquien a moustérien) pravděpodobně Homo sapiens neanderthalensis. Nejznámějšími nalezišti středního   paleolitu jsou jeskyně Šipka, Kůlna, Předmostí u Přerova.   

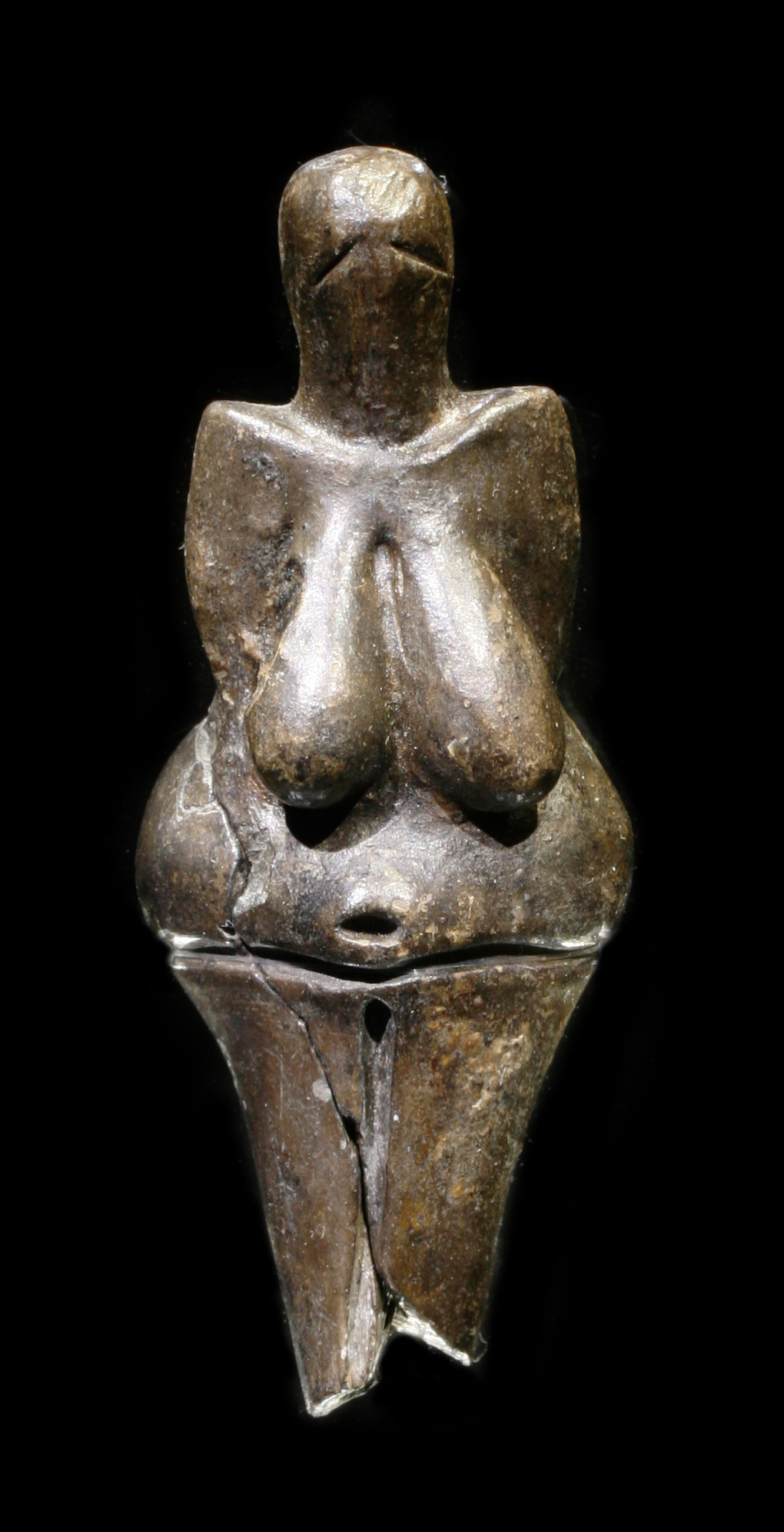
plastika Věstonická venuše z doby mladého paleolitu (29-25 tisíc let př. n. l.)

S mladým paleolitem (45 tis. (Koněpruské jeskyně) - 12 tis. B. P.) je spojen první doložený výskyt člověka dnešního typu (Homo sapiens sapiens) na území České republiky. Zatímco u tzv. přechodových kultur na rozhraní středního a mladého paleolitu (szeletien, bohunicien) se ještě uvažuje spíše o neandrtálcích jako jejích nositelích, u dalších kultur (aurignacien, pavlovien jako regionální facie gravettienu, epigravettien a magdalénien) je nositelem určen člověk dnešního typu. Pavlovienská naleziště na Moravě (Předmostí u Přerova, Dolní Věstonice, Pavlov, Petřkovice) se stala světoznámými díky nálezům sídlištního i hrobového charakteru, které svědčí o neobvykle rozvinuté lovecké společnosti, která již pravděpodobně žila polousedlým způsobem života a dokázala vypalovat keramiku či splétat z travin rohože, a dále se vyznačovala vyspělým a rozmanitým uměleckým projevem se symbolickým podtextem (Venuše, plastiky zvířat z pálené hlíny, šperky z ulit, mamutoviny a zubů, řezbami zdobené nástroje z mamutoviny atd.), který vedle dokladů o rituálních pohřbech svědčí o rozvinuté duchovní kultuře.
Krátké období na přelomu pleistocénu a holocénu se vyděluje jako pozdní paleolit (12 tis. - 10 tis. B. P.), v Česku byla na základě nečetných nálezů (což pravděpodobně souvisí s řídkým osídlením v té době) definována kultura epimagdalénien a dále skupina obloukovitě retušovaných hrotů a ostroměřská skupina.

## Mezolit (8. – 6. tisíc př. n. l.)
Z hlediska bádání velmi špatně poznané období, nemá kulturně-chronologické ustálené členění, někdy bývá jako samostatné období vůbec zpochybňován, resp. nahrazován pojmem epipaleolit. Nálezů z tohoto období je velmi málo, většinou se jedná o mikrolity, uvažuje se o vlivem klimatických změn o řídkém osídlení malých loveckých a sběračských skupin. Velkým problémem zůstává vztah mezolitiků k nově příchozímu zemědělskému obyvatelstvu.

## Neolit

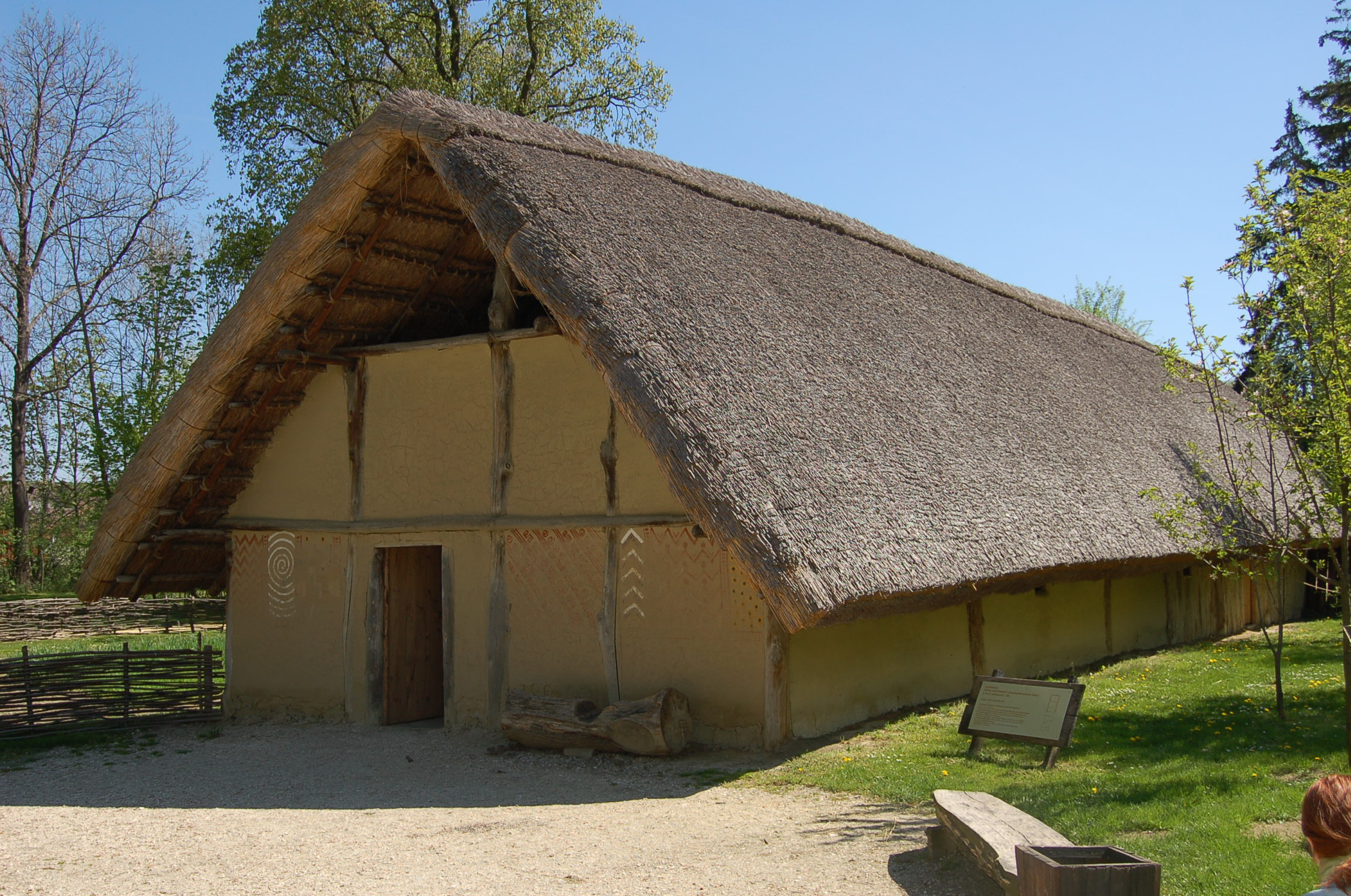
Neolitický dlouhý dům, který stavěli příslušníci kultury s lineární keramikou

Na českém území je neolit reprezentován kulturou s lineární keramikou, na kterou přes tzv. šárecký typ navazuje kultura s vypíchanou keramikou. Na Moravě se na konci neolitu objevuje kultura s moravskou malovanou keramikou ovlivněná lengyelským kulturním okruhem. Obyvatelstvo se v této době živilo především zemědělstvím (různě intenzivně doplňovaným lovem, sběrem, rybolovem). Lidé žili v malých osadách v tzv. dlouhých domech. Již na konci kultury s lineární keramikou se objevují výšinná sídliště, v závěru neolitu vznikají rondely: velké, nejčastěji kruhové monumentální stavby, o jejichž účelu se vedou četné diskuze. Dobře prozkoumané lokality jsou Bylany u Kutné Hory, Miskovice, Plotiště nad Labem, Březno u Loun nebo Těšetice-Kyjovice a Vedrovice na Moravě.

## Eneolit (4400 – 2000 př. n. l.)

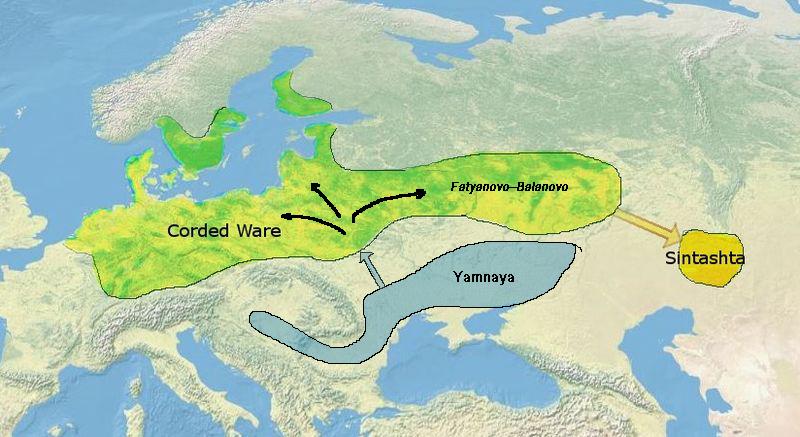
Lid kultury se šňůrovou keramikou ve střední Evropě byl geneticky blízce příbuzný lidu jámové kultury ze severního Černomoří

Vlivem technologických změn (objev kola, užití rádla, využití dobytka k orbě, sporadicky měď) a s tím souvisejícími pravděpodobnými společenskými změnami (snad patriarchát, společenská dělba práce), se vyděluje pozdní doba kamenná neboli eneolit. Na českém území se během eneolitu vystřídalo či spolu soužilo velké množství kultur: lengyelská kultura, jordanovská kultura, michelsberská kultura, kultura s nálevkovitými poháry, badenská kultura, řivnáčská kultura, jevišovická kultura, chamská kultura, bošácká skupina, kultura kulovitých amfor, kultura se šňůrovou keramikou, kultura se zvoncovitými poháry začal se chovat pes, ze sběračů a lovců se stal zemědělec.

## Doba bronzová (2000 – 800 př. n. l.)
V podstatě plynule na eneolit navázala doba bronzová, kdy se teprve začalo společensky významně uplatňovat zpracování kovů. Velmi pravděpodobně toto vedlo k vytváření skupin specialistů (horníků, hutníků, ale i obchodníků apod.), kteří měli společensky vydělený status. Z archeologických nálezů je možné doložit výraznější stratifikaci společnosti (bohaté hroby), snad i vznik nobility, která dokázala prosazovat své mocenské zájmy (kontrolovat významná nerostná naleziště, dopravní uzly nebo tržní místa). Rozvíjí se dálkový obchod. Archeologické nálezy také dovolují, zvláště ve srovnání s egejskou oblastí, spekulovat o konkrétní náplni náboženských představ soudobé společnosti (sluneční kult). Opět české území poznalo velké množství kultur: únětická kultura, nitranská kultura, kultura Chłopice-Veselé, Věteřovská skupina, komplex mohylových kultur (českofalcká, středodunajská), kultura lužických popelnicových polí, kultury knovízská a štítarská, milavečská kultura, nynická skupina, velatická a podolská kultura.

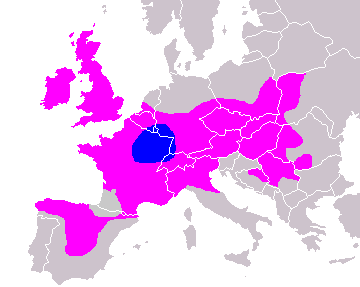
Rozšíření Keltů v Evropě (modře: 1500 - 1000 př. n. l., růžově: 400 př. n. l.)

## Starší doba železná – halštat (800 – 450 př. n. l.)
Pro toto období bylo, jak napovídá jeho název, typické široké užití železa, i v souvislosti s ním, se střední Evropa dostala do bližších kontaktů se středomořskými oblastmi (četné importy). Změnila se i společnost, která se dostála snad i na úroveň vojenského náčelnictví, resp. se někdy hypoteticky uvažuje i o kmenových knížectvích. V kontrastu s kulturně roztříštěnou dobou bronzovou bylo halštatské období kulturně jednotnější. Kultury doby halštatské na českém území: halštatská mohylová kultura, bylanská kultura v Čechách, slezskoplatěnická kultura na severní a horákovská kultura na jižní Moravě. Známou lokalitou mimořádného významu z této doby je Býčí skála - jeskyně v Moravském krasu poblíž Adamova.

## Mladší doba železná – latén (450 – 50 př. n. l.)
Na české území se snad už v 2. polovině 5. století př. n. l. dostali Keltové, první etnikum zde, jehož jméno je známo z písemných pramenů. Až ve 4. století před n. l. obsadili všechny zemědělsky využitelné oblasti (souvisí s novou vlnou příchozích asi z Polabí a horního Porýní nebo severozápadní Francie). Jméno v Čechách sídlícího kmene Bójů dalo zemi název Boiohaemum. Na Moravu v první vlně v 5. století přišli Volkové-Tektoságové, kteří asi obsadili jen jižní část Moravy, v 1. polovině 4. století se předpokládá příchod další vlny z Podunají. O kultuře středoevropských Keltů se mluví jako o laténské kultuře. Na periferii (východní a severovýchodní Moravy) přežívala i původem slovenská púchovská kultura.

## Doba římská (50 př. n. l. – 350/380 n. l.)
Doba, kdy na území Česka pobývaly převážně germánské kmeny. Začaly sem pronikat po odchodu Keltů v 2. polovině 1. století př. n. l., tzv. plaňanský horizont. V severních Čechách se v té době udržela ještě kulturně smíšená kobylská skupina. Krátce před přelomem letopočtu se zde usadili Marobudovi Markomani (horizont Marobudovy říše), po jeho útěku zde zbytky zůstaly asi až počátku 5. století. Od 2. století ze severu pronikala převorská kultura (na Moravě o tomto doklady již od počátků doby římské) a v 1. polovině 3. století přišlo do Čech nové obyvatelstvo z Polabí. Tyto nové skupiny obyvatelstva se v 2. polovině 3. století rozšířily i na Moravu (kostelecká skupina). Zároveň jsou na jižní Moravě dlouhodobě zkoumány lokality, které svědčí o působení římských jednotek v období markomanských válek (Mušov) na českém území, v roce 2001 byla doložena jejich přítomnost až v Olomouci-Neředíně.

## Doba stěhování národů (380/400 – cca 568)

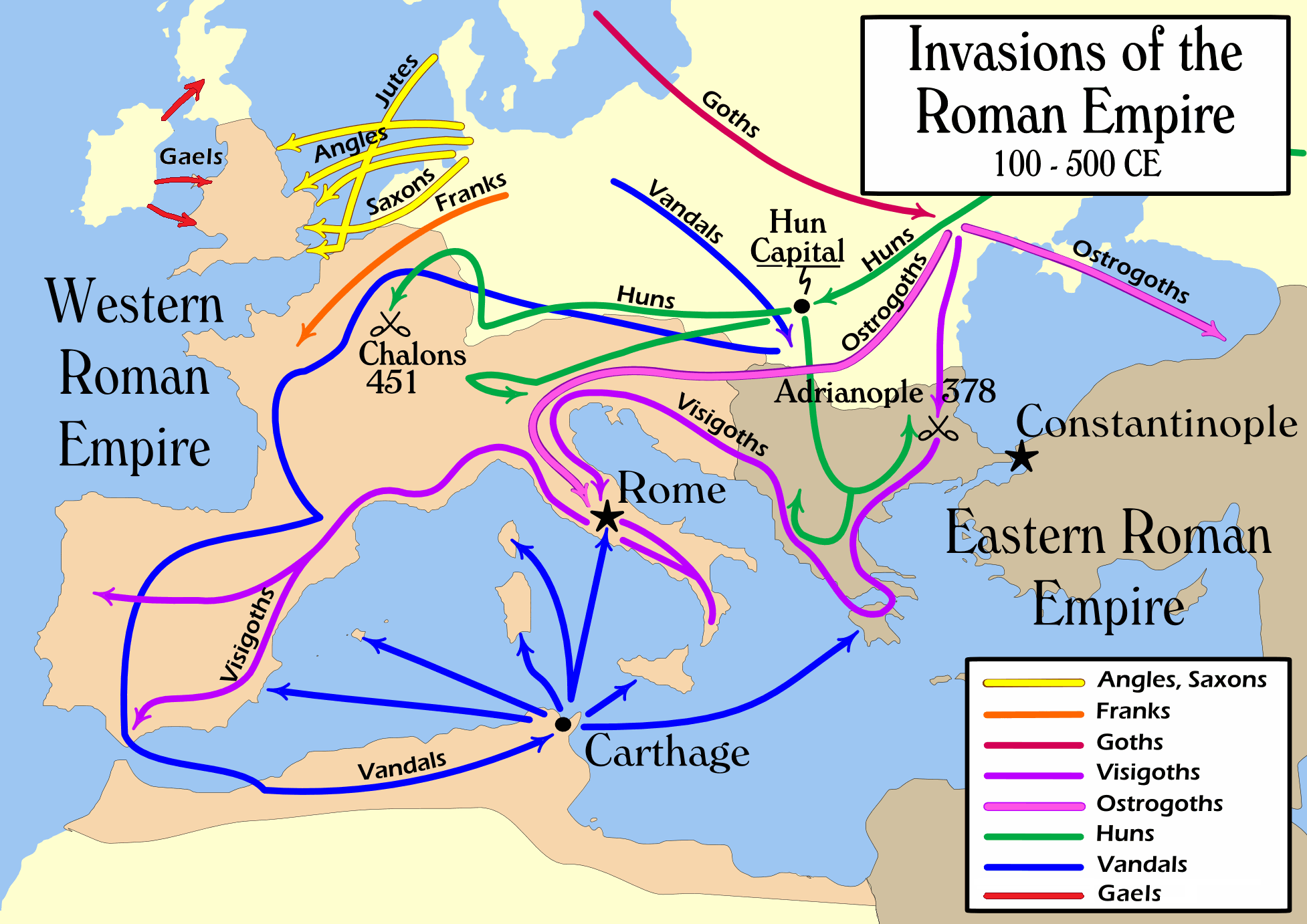
Mapa Evropy v době stěhování národů. Šipky ukazují směry postupu jednotlivých kmenů.

Na počátku 5. století ubylo razantně obyvatelstva, pravděpodobně aspoň část odešla roku 406 s Vandaly a Alany; o Markomanech se uvažuje, že odešli v 1. polovině 5. století do Norica. V 5. století se přinejmenším na Moravě projevil chaos způsobený hunským vpádem pod Attilovým vedením, přišlo sem nové obyvatelstvo z Podunají, pravděpodobně nastaly podobné změny i v Čechách, ale zatím pro to není dost důkazů. Na jižní Moravě se snad podle některých archeologů usadili Herulové, kteří zde vydrželi až do počátku 6. století, kdy byli poraženi Langobardy. V Čechách se v 1. třetině 5. století prosadila vinařická skupina, uvažuje se i o přítomnosti hunské nobility (hroby s koňskými postroji). Na konci 5. století se proti proudu Labe do Čech dostali Langobardi (spolu s menším počtem Durynků), načas se zde usadili, ale někdy v 1. polovině 6. století se přesunuli do Podunají a roku 568 do Itálie.

## Počátky slovanského osídlení

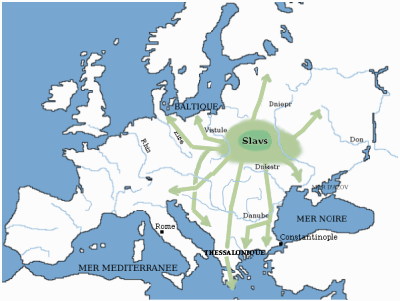
Stěhování slovanských kmenů v 5.–10. století

Na Moravě, ve Slezsku a v Čechách se první Slované objevili pravděpodobně až v 2. polovině 6. století. První vlna Slovanů (kultura s keramikou pražského typu) směřovala přes Malopolsko na Moravu a podél později tak nazvané Trstenické stezky i do Čech. V 1. polovině 7. století snad druhá vlna mohla přijít z Podunají. V té době na tomto území sídlily už jen zbytky předchozího germánského obyvatelstva (Langobardů a Durynků). Langobardi před příchodem Slovanů odešli do Podunají a po krátkém intermezzu do severní Itálie, Durynkové odešli na území Bavorska a podíleli se snad na etnogenezi Bavorů.